# New Hampton (Iowa)
Pour les articles homonymes, voir New Hampton.
La ville américaine de New Hampton est située dans le comté de Chickasaw, dans l’État de l’Iowa. Elle comptait 3 571 habitants lors du recensement de 2010.

## Source
- (en) Cet article est partiellement ou en totalité issu de l’article de Wikipédia en anglais intitulé « New Hampton, Iowa » (voir la liste des auteurs).